# Calosopsyche palaeoelegans
Calosopsyche palaeoelegans là một loài Trichoptera hóa thạch trong họ Hydropsychidae.